# Азиза
Азиза Абдурахимовна Мухамедова (узб. Aziza Abdurahimovna Muhamedova, Азиза Абдураҳимовна Муҳамедова; Ташкент, 10. април 1964), познатија мононимно као Азиза (рус. Азиза), руско-узбечка је поп певачица.

## Биографија
Азиза је рођена 10. априла 1964. у Ташкенту у породици музичара. Њен отац, Абдурахим Мухамедов, прекинуо је породични традицију пекарства. Постао је композитор, и то заслужни уметник Узбечке ССР. С очеве стране, Азизин деда био је Узбек, а баба Ујгурка. Абдурахим је умро када је Азиза имала петнаест година. Рафика Хајдарова, Татарка родом из Старе Кулатке и Азизина мајка, била је члан Ташкентског хора, предавач у музичкој школи и диригент.
Азиза је 2005. прешла из ислама у православље. Изјавила је да не жели да прича о разлозима, јер су веома лични. Додала је и то да је у седам прошлих генерација њене породице био велики број имама и муфтија. Она се 18. октобра 2011. године удала за бизнисмена Александра Бродолина.

## Каријера
Азиза је са шеснаест година наступала уз ташкентски вокално-инструментални састав Садо. На Конкурсу естрадне песме у летонском граду Јурмали 1998. освојила је треће место. Увидевши да има могућности за озбиљно бављење певањем, она се 1989. из Ташкента преселила у Москву, у којој је започела солистичку каријеру. Прва песма коју је снимила била је Твоя улыбка, а први албум .
Само две године касније, Азиза је малтене заборављена након што се њен тадашњи дечко и телохранитељ Игор Малахов потукао са Игорем Таљковим. Наиме, 6. октобра 1991. у Дворани спорта „Јубилејниј“ требало је да се одржи тројни концерт. Планирано је да прва наступи Азиза, други Игор, а трећи Олег Газманов. Малахов је инсистирао на томе да Таљков наступа први, па је замена и направљена. Међутим, он се није смирио, па се потукао са Таљковим и убио га револвером.
Ипак, Азиза се 1995. вратила на сцену, а већ 1997. издала нови албум Всё или ничего. Она је 1999. сарађивала са Стасом Наминим, прешавши са чистог попа на поп-рок. Такође је 2007. победила у ријалити пројекту Ты — Суперстар!.

## Дискографија
| Година | Назив албума |
| 1989.  |              |
| 1997.  |              |
| 2003.  |              |
| 2008.  |              |
| 2009.  |              |